# Pitto
Pitto (pseudoniem van Geurt Kersjes Amsterdam, 8 februari 1981) is een Nederlandse dance-producer en dj.

## Loopbaan
Pitto begon met dj'en in het oosten van Nederland in 1998. In 2009 bleef Pitto acts als Baskerville voor en won hij de Grote Prijs van Nederland in de categorie Dance. Na de singels Sexvibe (2008) en Feelin' (2009) verscheen in mei 2011 zijn debuutalbum Objects in a mirror are closer than they appear. Naast producer, treedt Pitto ook op als dj en organiseert hij evenementen zoals Mood Elevator en Stekker.

## Beperkte discografie
- "Sexvibe" (2008)
- "Feelin'" (2008)
- "Objects in a mirror are closer than they appear LP" (2008)
- “Breaking up the static LP” (2016)